# Učka

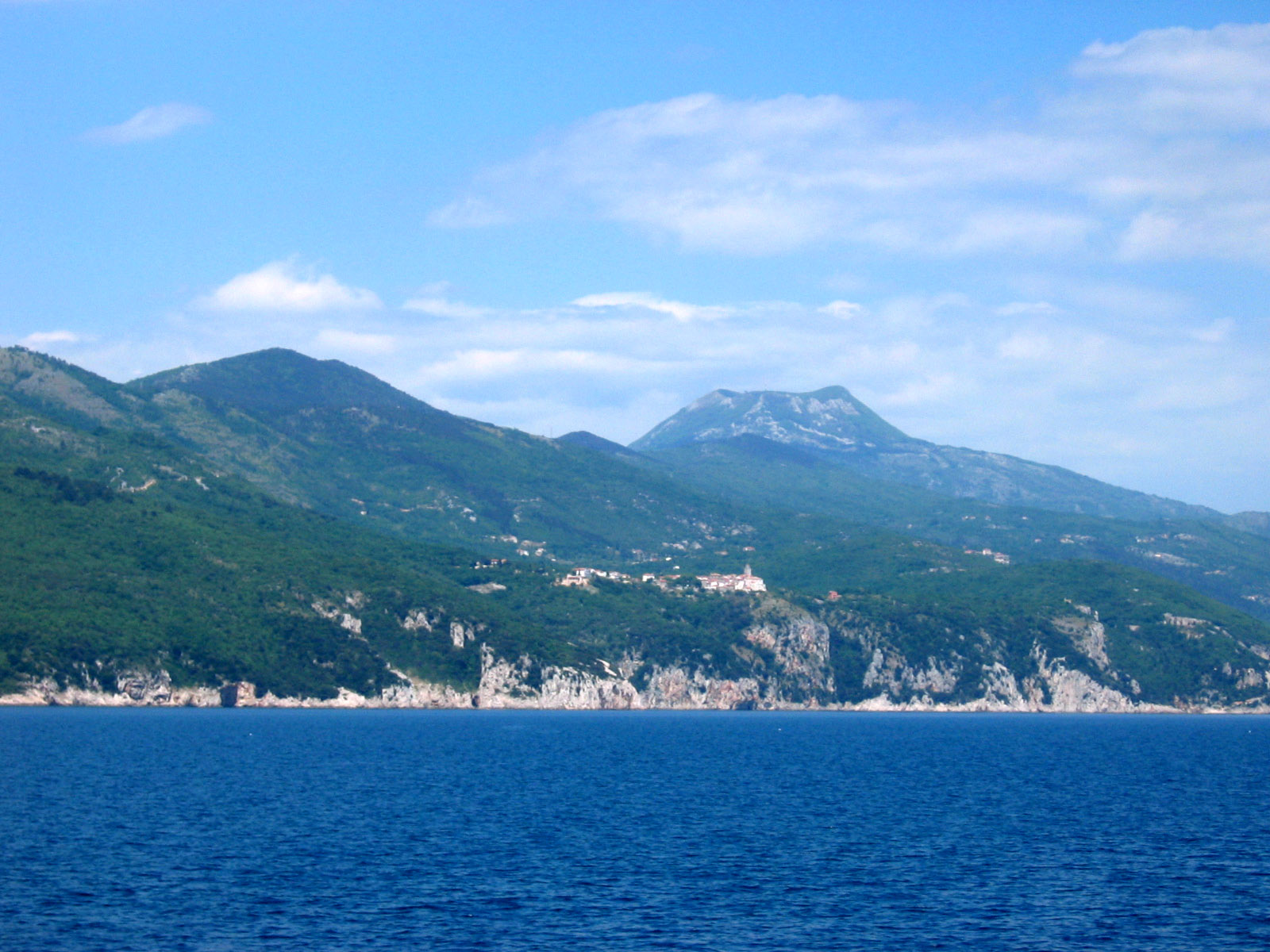
L'Učka.

Pour l’article homonyme, voir Vela Učka.
L'Učka (en italien : Monte Maggiore) est un massif montagneux du nord-ouest de la Croatie appartenant aux Alpes dinariques. Son point culminant, le mont Vojak (1 401 mètres), est la plus haute montagne de la péninsule d'Istrie.
La localité proche d'Opatija (en italien : Abbazia) était un lieu de villégiature apprécié par la famille impériale autrichienne des Habsbourg car on y trouvait un peu de fraîcheur par rapport à la chaleur de la côte méditerranéenne.

## Conservation de la nature
La région du massif est classée dans un parc naturel (croate : park prirode). La zone protégée s'étend sur 160 km2. Le massif est le seul endroit au monde à abriter la plante dénommée Campanula tomassiniana. Les forêts sont composées essentiellement de hêtres. On y trouve également le charme-houblon ainsi que différentes espèces de chênes.